# Mladí občanští demokraté
Mladí občanští demokraté (MOD) byla politická mládežnická organizace Občanské demokratické strany. Tvořili ji mladí lidé a byla považována za konkurenta Mladých konzervativců. V lednu 2018 měla 2 000 členů, což z ní činilo největší mládežnické křídlo v České republice. Členové organizace byli zároveň členy Občanské demokratické strany.

## Historie
Platforma byla založena 9. prosince 2016. Členové MOD začali konkurovat uskupení Mladí konzervativci (MK) a vymezovali se proti němu. MOD se podílela na kampani před parlamentními volbami v roce 2017. Platforma měla za cíl podpořit jednotlivé kandidáty ODS a byla velmi aktivní na sociálních sítích.
Mladí občanští demokraté podpořili Jiřího Drahoše při prezidentských volbách v roce 2018.
Mladí občanští demokraté nakonec zanikli přeměnou v zapsaný spolek Mladá ODS, který vznikl 10. dubna 2024.